# US Caratese
US Caratese is een Italiaanse voetbalclub uit Carate Brianza die in de Serie D/B speelt. De club werd opgericht in 1908.

## Bekende (ex-)spelers
- Moreno Torricelli